# Ревека
Ревека (івр. רבקה, Rivkah, також Ребекка) — дружина Ісаака, мати Ісава та Якова.

## Старий Завіт
Ревека була дочкою Бетуела та онукою брата Авраама — Нахора. Вона була рідною сестрою Лавану, дочки якого Лія і Рахіль стали згодом дружинами її сина Якова.

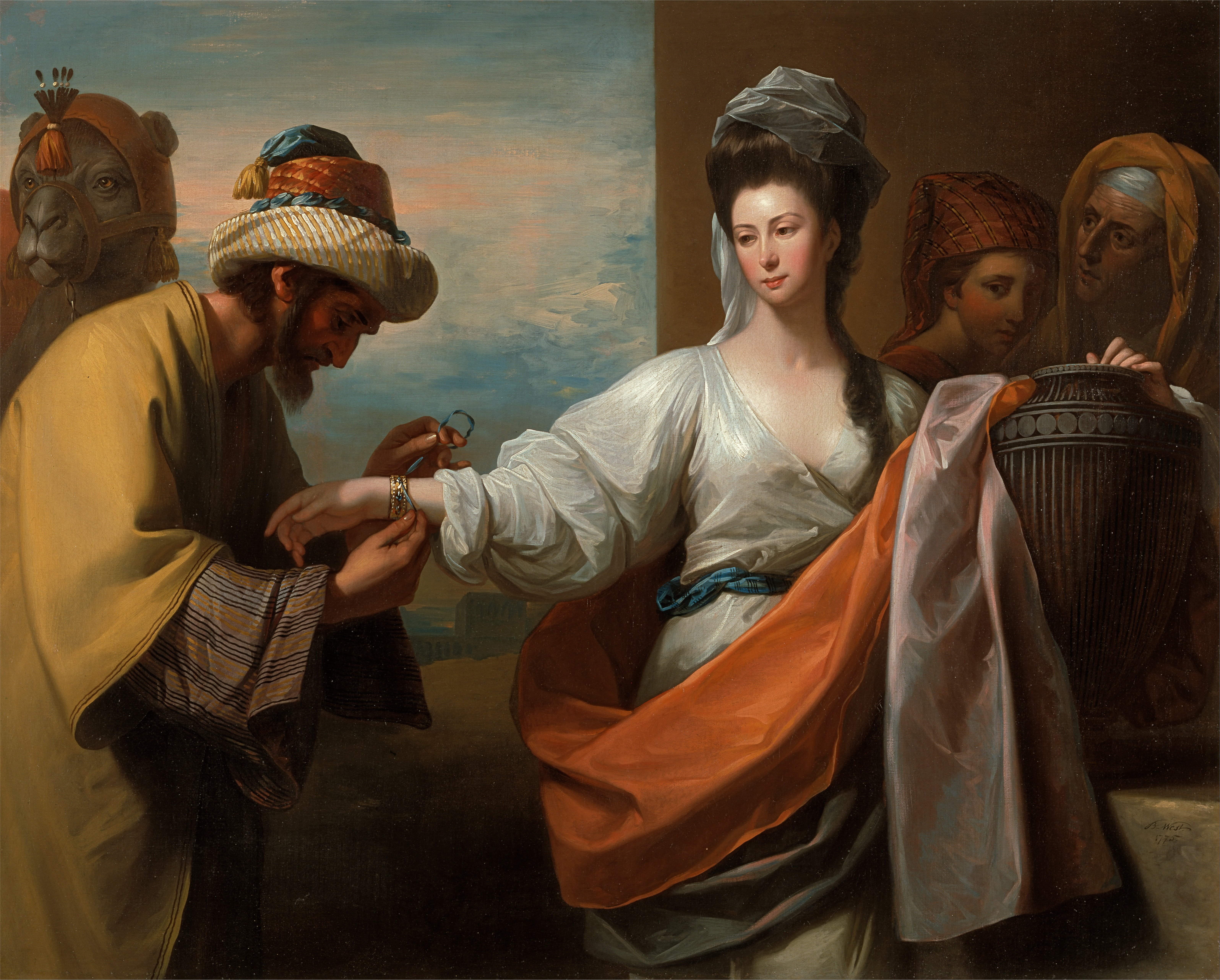
Слуга Ісаака надягає браслет на Ревеку

Авраам, що жив в Ханаані далеко від рідних місць, вирішив знайти дружину своєму синові Ісааку у себе на батьківщині, у Харані. За його дорученням його домоправитель, Елієзер, вирушив до Месопотамії. Вирушаючи в дорогу, він молився до Господа, попросивши чіткі вказівки того, що його вибір нареченої для Ісаака був приємний Богу. Прибувши в «місто Нахора» (Харан), слуга Авраама зустрів біля колодязя Ревеку і був зворушений її привітністю і люб'язністю. Елієзер побачив у цьому знамення зверху і попросив у її батьків руки Ревекки для сина свого пана і отримав згоду.
Ісаак полюбив Ревеку й одружився з нею. Ревека залишалася безплідною 20 років, після чого вона народила близнюків — Ісава та Якова. Бувши вагітною, Ревека дізналася від Бога призначення її синів — вони обидва стануть родоначальниками двох народів, і нащадки старшого будуть в підпорядкуванні в молодшого.

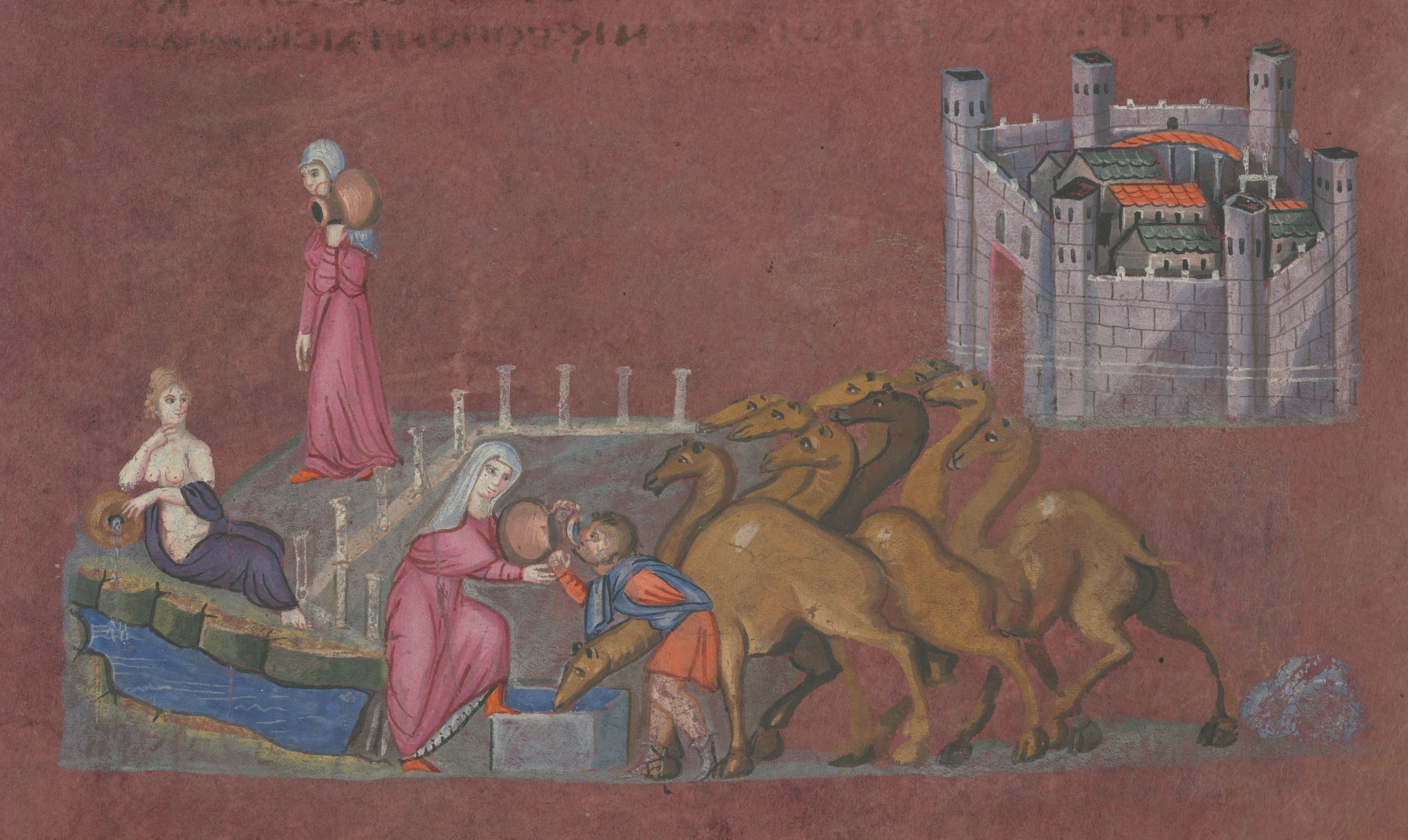
Ревекка біля криниці. Віденський Генезис, VI століття

Почуття батьків розділилися: у той час, як Ісаак любив звіролова Ісава, Ревека любила пастуха Якова. В Герарі Ісаак, боячись, що філистимляни його вб'ють, щоб оволодіти його дружиною, «бо була гарна з виду», видав її за свою сестру. Коли Ісаак, постарівши і відчувши наближення смерті, послав Ісава наловити йому дичини і приготувати йому їжу, «щоб благословила Ісава його душа перед смертю», Ревека спонукала Якова обманом попередити брата і отримати батьківське благословення. Вона ж, дізнавшись, що Ісав з помсти замишляє вбити брата, врятувала свого улюбленця, пославши його в Харан до свого брата Лавана.
Про час її смерті нічого не сказано, але повідомляється, що вона похована поруч з Ісаком в склепі Печери Махпела в Хевроні.